# Conscience de classe
La conscience de classe est un concept utilisé dans les champs de la sociologie, de la psychologie et du militantisme. Il tire son origine de la théorie marxiste, qui en fait une pierre angulaire de la lutte des classes.

## Concept

### En philosophie politique
Le concept de conscience de classe est utilisé par Karl Marx et tient une place prépondérante dans son édifice intellectuel. Marx ne définit pas la classe sociale seulement par la place qu'elle occupe dans le rapport de production. S'inspirant de Georg Wilhelm Friedrich Hegel, qui utilise la distinction en soi / pour soi, Marx distingue classe sociale en soi et classe sociale pour soi. Une classe sociale en soi est une classe sociale qui existe objectivement, mais dont les membres n'ont pas conscience de leur appartenance ; la classe pour soi existe pour ses membres.
Le concept est repris par les marxistes ultérieurs. En 1923, Georg Lukács écrit Histoire et conscience de classe, où il explore le sujet. Il soutient que chaque classe sociale possède une conscience de ce qu'elle peut accomplir. Il s'oppose ainsi frontalement à la théorie bourgeoise de la conscience, selon laquelle elle serait une conscience individualiste, qui prônerait la liberté individuelle et permettrait d'adhérer librement au contrat social. Il remarque toutefois que la conscience de classe chez les marxistes n'est pas un pré-supposé, ce n'est pas une propriété biologique : cette conscience doit être obtenue par la lutte, et elle n'est jamais assurée. La conscience de classe prolétarienne est le résultat d'une lutte permanente pour la compréhension du processus de l'histoire.
L'auteur considère que le prolétariat est la première classe de l'histoire qui pourrait développer une conscience de classe effective et révolutionnaire, là où la bourgeoisie est limitée par une fausse conscience, qui l'empêche de comprendre la totalité de l'histoire. Cette fausse conscience est celle qui soutient que la période actuelle est un universel, qu'elle durera à tout jamais, là où la conscience de classe prolétarienne, elle, permet d'accéder à la connaissance selon laquelle la situation présente n'est qu'une étape de l'histoire et peut être renversée.
Dans la continuité du marxisme, Lukács considère que l'idéologie est une projection de la conscience de classe de la bourgeoisie, qui fonctionne pour empêcher le prolétariat d'atteindre une conscience réelle de sa position sur le plan politique et révolutionnaire. L'idéologie détermine la forme « d'objectivité », ainsi la structure de la connaissance elle-même. La vraie science doit atteindre, selon Lukács, la « totalité concrète » à travers laquelle seulement il est possible de penser à la forme actuelle de l'objectivité comme une période historique.

### En sociologie
Si Pierre Bourdieu n'est pas marxiste, il rejoint sur certains points cette école de pensée au sein de son école structuraliste génétique. Il soutient que l'absence de conscience de classe fait d'une classe sociale une « classe objet », qui « est parlée » car elle ne peut parler d'elle-même. Ainsi, « la conscience de la situation de classe peut être aussi, sous un autre rapport, une inconscience de cette situation ». Bourdieu ne dépeint pas la conscience de classe comme un moteur de l'action politique.
Alain Touraine écrit que la conscience de classe n'émerge que lorsque le conflit entre le salarié et le maître de l'organisation du travail « est directement perceptible ». Le concept n'a pas vocation à désigner « l'expression subjective de l'exploitation subie ».
Rémi Lefebvre soutient que le reflux du Parti socialiste en France est en partie dû à un recul de la conscience de classe des travailleurs, concomitante au recentrage du parti sur des thématiques centristes. Nonna Mayer considère que la multiplication des petits boulots ne favorise pas le retour à une conscience de classe. L'historien Xavier Vigna considère que si on pourrait penser qu'il n'y a plus de conscience de classe dans le monde ouvrier aujourd'hui en France, le mouvement des gilets jaunes nous a rappelé que "dans les classes populaires, il y a une défiance et une opposition qui traduisent une forme de conscience de classe".
Les sociologues Monique Pinçon-Charlot et Michel Pinçon démontrent dans Les Ghettos du Gotta l'existence d'une conscience de classe, au sens marxiste du terme, au sein de la bourgeoisie, faisant d'elle une classe pour soi. Les deux sociologues soulignent également que le concept de conscience de classe s'applique selon eux désormais davantage aux classes les plus favorisées qu'aux milieux populaires.

### En psychologie
La conscience de classe est un concept de psychologie sociale. Georges Burdeau soutient qu'il y a une « assise psychologique de la conscience de classe ». Des travaux ultérieurs montrent que l'on peut identifier, chez des sujets, des marques de la conscience d'appartenance à une classe sociale supérieure ou inférieure.

## Utilisations

### Au cinéma
Certains réalisateurs ou scénaristes ont repris le thème de la conscience de classe pour la mettre en lumière dans leurs films. Les œuvres cinématographiques françaises maoïstes post-Mai 68 ont exploité le thème.

### En politique
L'expression de conscience de classe est mobilisée par diverses formations politiques. En France, certains partis comme Lutte ouvrière en font un marqueur politique. Ainsi, lors des élections régionales de 2021 en Provence-Alpes-Côte d'Azur, la candidate du parti justifie sa candidature comme celle qui permettra « de faire entendre la voix des travailleurs qui doivent retrouver une conscience de classe ».

## Critiques et débats

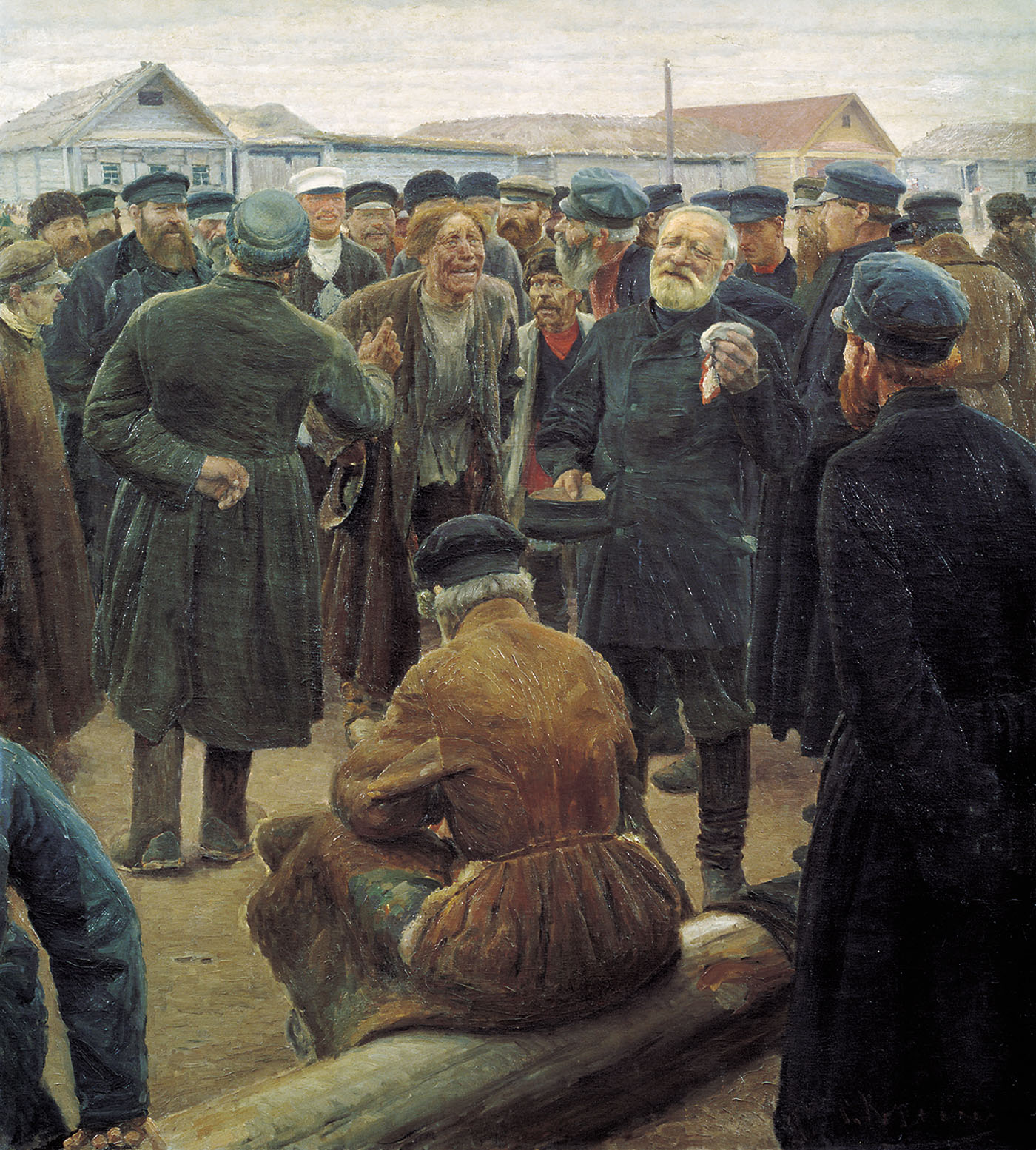
Dans le Mir. Tableau de Sergueï Korovine peint en 1893.